# سفسک
شهر سفسک (به روسی: Севск) در کشور روسیه و در اوبلاست بریانسک واقع شده‌است.